# Platygaster oryzae
Platygaster oryzae är en stekelart som beskrevs av Cameron 1891. Platygaster oryzae ingår i släktet Platygaster och familjen gallmyggesteklar. Inga underarter finns listade i Catalogue of Life.